# نیو آمستردام (مجموعه تلویزیونی)
نیو آمستردام (به انگلیسی: New amsterdam) یک مجموعه تلویزیونی آمریکایی در ژانر درام پزشکی است که از تاریخ ۲۵ سپتامبر ۲۰۱۸ از شبکه تلویزیونی ان‌بی‌سی پخش می‌شود. این مجموعه تلویزیونی بر گرفته از کتاب دوازده بیمار: زندگی و مرگ در بیمارستان بل وو نوشته اریک منهایمر است. فصل دوم این مجموعه از ۲۴ سپتامبر ۲۰۱۹ آغاز شده‌است.
دکتر ماکس شخصیت اصلی داستان، رئیس نیو آمستردام یکی از قدیمی‌ترین بیمارستان‌های عمومی آمریکا است. تمام کوشش او بر این است که بهترین روش درمانی را برای بیماران فراهم کند و تغییرات مثبتی در بیمارستان ایجاد کند و تا حد امکان بروکراسی حاکم بر جو آن را کاهش دهد.

## بازیگران

### اصلی
- رایان اگولد
- جانت مانتگامری
- فریما اگیمن
- جاکو سیمس
- تایلر لابین
- انوپم کهیر

### دوره‌ای یا میهمان
- دبرا مانک
- مایک دویل
- زابرینا گوارا
- میچل فوربز
- جی‌جی فیلد
- سندهیل رامامورثی
- ران ریفکین
- دنیل دای کیم
- جینا گرشان
- مارگو بینگام
- ماکسیمیلیان اوسینسکی

## فصل‌ها
| فصل | قسمت‌ها | قسمت‌ها | تاریخ اصلی روی آنتن رفتن | تاریخ اصلی روی آنتن رفتن |
| فصل | قسمت‌ها | قسمت‌ها | اولین بار                | آخرین بار                |
| --- | ------ | ------ | ------------------------ | ------------------------ |
| ۱   | ۲۲     | ۲۲     | ۲۵ سپتامبر ۲۰۱۸          | ۱۴ مه ۲۰۱۹               |
| ۲   | ۱۸     | ۱۸     | ۲۴ سپتامبر ۲۰۱۹          | ۱۴ آوریل ۲۰۲۰            |
| ۳   | ۱۴     | ۱۴     | ۲ مارس ۲۰۲۱              | ۸ ژوئن ۲۰۲۱              |
| ۴   | ۲۲     | ۲۲     | ۲۱ سپتامبر ۲۰۲۱          | ۲۴ مه ۲۰۲۲               |
| ۵   | ۱۳     | ۱۳     | ۲۰ سپتامبر ۲۰۲۲          | ۱۷ ژانویه ۲۰۲۳           |